# George Patterson (allenatore)
George Stanley Patterson (Liverpool, 23 aprile 1887 – Liverpool, 8 maggio 1955) è stato un allenatore di calcio inglese.

## Carriera

### Allenatore
Patterson iniziò la propria carriera manageriale nel 1908, anno in cui entrò ufficialmente nello staff tecnico del Liverpool come assistente del tecnico Tom Watson. Quando nel 1915 quest'ultimo morì improvvisamente a causa di una polmonite, la dirigenza dei Reds si rivolse immediatamente a Patterson chiedendogli di prendere le redini della squadra. Assunse un ruolo importante anche durante gli anni della prima guerra mondiale: il Liverpool si vide costretto ad una riformazione momentanea della squadra a causa dei giocatori impegnati con il servizio militare, e il 25 luglio 1918 Patterson emanò un comunicato che recitava testuali parole: «Il Liverpool Football Club è pronto a ricevere domande da giocatori esperti, esentati dal servizio militare, per l'inizio della stagione 1918-1919». Decise di cedere il posto a David Ashworth nel 1919 tornando così nel ruolo di segretario. 
Nel 1928 venne nuovamente richiamato a ricoprire il ruolo di allenatore a causa dell'addio di Matt McQueen. Sotto la sua gestione, malgrado le difficoltà finanziarie del club, riuscì a farlo restare in First Division. Si dimise ufficialmente nel 1936 dalla carica di allenatore per poi ritirarsi definitivamente dalle attività manageriali due anni dopo. Morì l'8 maggio 1955 all'età di 68 anni.